# George Barr McCutcheon
George Barr McCutcheon (Tippecanoe County, 26 juli 1866 - Manhattan, 23 oktober 1928) was een Amerikaanse populaire roman- en toneelschrijver. Tot zijn bekendste werken behoren een reeks romans die zich afspelen in Graustark, een fictief Oost-Europees land, en de roman Brewster's Millions, die bewerkt is tot een toneelstuk en verschillende films.

## Biografie
McCutcheon werd geboren in Tippecanoe County (Indiana) op 26 juli 1866 als oudste van de vier kinderen van John Barr McCutcheon en Clara Glick. Nadat het gezin naar Lafayette verhuisde studeerde hij aan de Purdue University, waar hij schrijver George Ade leerde kennen. Tijdens zijn studietijd was hij redacteur van de krant Lafayette Daily Courier en schreef hij een serie satirische stukjes over het leven aan de Wabash. 
"The Ante-Mortem Condition of George Ramor", gepubliceerd in The National Magazine in 1896, was zijn eerste gepubliceerde korte verhaal. Sinds de publicatie van zijn eerste roman "Graustark" in 1901 werd hij in de Verenigde Staten als schrijver beschouwd. In datzelfde jaar verhuisde McCutcheon naar Chicago, waar hij bleef werken als schrijver en jaarlijks een tot drie romans publiceerde. In 1910 verhuisde hij van Chicago naar New York.
McCutcheon trouwde op 26 september 1904 met Marie van Antwerp Proudfoot. Hij overleed onverwachts op 23 oktober 1928 in Manhattan aan een hartaanval tijdens een lunch georganiseerd door de Dutch Treat Club.

## Romans
- 1901 : Graustark: The Story of a Love Behind a Throne
- 1902 : Brewster's Millions
- 1902 : Castle Craneycrow
- 1903 : The Sherrods
- 1904 : Beverly of Graustark
- 1904 : The Day of the Dog
- 1905 : The Purple Parasol
- 1905 : Nedra
- 1906 : Jane Cable
- 1906 : Cowardice Court
- 1907 : The Flyers
- 1907 : The Daughter of Anderson Crow
- 1908 : The Husbands of Edith
- 1908 : The Man from Brodney's
- 1909 : The Alternative
- 1909 : Truxton King: A Story of Graustark
- 1910 : The Butterfly Man
- 1910 : The Rose in the Ring
- 1911 : Mary Midthorne
- 1911 : What's-His-Name
- 1912 : The Hollow of Her Hand
- 1913 : A Fool and His Money
- 1914 : Black Is White
- 1914 : Her Weight in Gold
- 1914 : The Prince of Graustark
- 1915 : Mr. Bingle
- 1916 : From the Housetops
- 1916 : The Light that Lies
- 1917 : Green Fancy
- 1918 : Shot with Crimson
- 1918 : The City of Masks
- 1919 : Sherry
- 1920 : West Wind Drift
- 1921 : Quill's Window
- 1922 : Viola Gwyn
- 1922 : Yollop
- 1923 : Oliver October
- 1924 : East of the Setting Sun
- 1925 : Romeo in Moon Village
- 1926 : Kindling and Ashes
- 1927 : The Inn of the Hawk and the Raven
- 1928 : Blades
- 1929 : The Merivales